# Jutta Bieringer
Jutta Bieringer (* 22. Juli 1971 in Frankfurt am Main) ist eine deutsche Politikerin (SPD). Seit November 2021 ist sie Staatssekretärin im Ministerium für Wissenschaft, Kultur, Bundes- und Europaangelegenheiten des Landes Mecklenburg-Vorpommern und Bevollmächtigte des Landes beim Bund.

## Leben
Bieringer studierte nach dem Abitur Politikwissenschaften, Soziologie und Afrika-Studien an der Universität Hamburg. Währenddessen absolvierte sie Aufenthalte in London und Johannesburg. Nach Abschluss ihres Studiums war sie als freie Journalistin und ab 2001 als Redakteurin beim Zweiwochendienst Verlag in Berlin tätig. Von 2004 bis 2014 war sie Pressereferentin der SPD-Bundestagsfraktion. Von 2014 bis 2017 arbeitete sie als stellvertretende Pressesprecherin im Bundesministerium für Familie, Senioren, Frauen und Jugend unter Bundesministerin Manuela Schwesig. Anschließend war sie im SPD-Parteivorstand als Büroleiterin der stellvertretenden Parteivorsitzenden und kommissarischen Vorsitzenden Manuela Schwesig tätig. Im Jahr 2020 wechselte sie als Referatsleiterin für Presse, Vermittlungsausschuss, Kultur und Medien, Bildung und Forschung in die Vertretung des Landes Mecklenburg-Vorpommern beim Bund.
Seit dem 15. November 2021 ist Bieringer Staatssekretärin für Bundesangelegenheiten und Bevollmächtigte des Landes Mecklenburg-Vorpommern beim Bund. Seit dem 5. Juli 2024 ist Staatssekretärin Bieringer als Vertreterin des Landes Mecklenburg-Vorpommern Mitglied des ZDF-Fernsehrats und dort Mitglied im Programmausschuss Programmdirektion.
Bieringer ist auch Mitglied des Stiftungsrates der Ehrenamtsstiftung Mecklenburg-Vorpommern, Mitglied des Kuratoriums des Hauses der Geschichte, Mitglied des Aufsichtsrates der Filmförderung Mecklenburg-Vorpommern und stellvertretendes Mitglied im Kuratorium der Stiftung „Erinnerung, Verantwortung und Zukunft“.